# Стари град (Приједор)
Стари град је приједорска градска четврт и најстарији дио Приједора.

## Географија
Смјештено је на вјештачком острву ријеке Сане познатом као Свињарица, насталом тако што су спојена корита двију рјечица, које су се на размаку од стотинак метара паралелно уливају у Сану. Настали рукавац познат је као Берек, а корита двију ријечица, Мајковаче и Пухарске, одавно су измјештена и покривена градским асфалтом.

## Историја
Насеље се први пут помиње крајем 17. вијека и то као турска варош, док се с друге стране Берека налазила Српска варош (око данашње Цркве Св. Тројице). Било је утврђено три метра високим каменим зидом, са три куле на три краја острва. Посљедње остатке фортификације разрушили су Аустијанци 1890. године за потребе калдрмисања приједорских улица.

## Становништво
Стари град броји 100ак домаћинстава и припада мјесној заједници Приједор III - Рашковац.